# B'Tselem
B'Tselem (hebreiska: בְּצֶלֶם, övers. "I Guds avbild", arabiska: بتسيلم), även känt som Israeli Information Center for Human Rights in the Occupied Territories, är ett israeliskt informationscentrum för mänskliga rättigheter i de av Israel ockuperade områdena. Det bildades 1989 i Jerusalem av en grupp akademiker, jurister, journalister och medlemmar av Knesset.
Organisationen har publicerat ett hundratal rapporter om bland annat dödsskjutningar, tortyr, expropriering av mark, diskriminering, fängslanden, husrivningar och våld utfört av judiska bosättare och av den israeliska armén. I juli 2025 publicerade organisationen rapporten Our Genocide, genom vilken organisation menar att Israel gjort sig skyldigt till folkmord i Gaza under kriget som pågått där sedan Hamas terrorattack mot Israel i oktober 2023.

## Några publikationer
- Our Genocide (2025)[6]
- The Gaza Strip: One Big Prison (2007)
- Medical Personnel Harmed: The Delay, Abuse and Humiliation of Medical Personnel by Israeli Security Forces (2003)
- Thirsty for a Solution: The Water Shortage in the Occupied Territories and its Solution in the Final Status Agreement (2000)
- Land Grab: Israel's Settlement Policy in the West Bank (2002)